# Mesopodopsis slabberi
Mesopodopsis slabberi är en kräftdjursart som först beskrevs av Van Beneden 1861.  Mesopodopsis slabberi ingår i släktet Mesopodopsis och familjen Mysidae. Arten är reproducerande i Sverige. Inga underarter finns listade i Catalogue of Life.